# روبرت تورنر كينغ
روبرت تورنر كينغ (بالإنجليزية: Robert Turner King)‏ (14 يوليو 1824 - 12 مايو 1884) هو لاعب كريكت بريطاني (وحمل سابقاً جنسية المملكة المتحدة لبريطانيا العظمى وأيرلندا).